# Auto-GPT
Auto-GPT es un " agente de IA " que, dado un objetivo en lenguaje natural, puede intentar lograrlo dividiéndolo en subtareas y utilizando Internet y otras herramientas en un bucle automático. Utiliza las API GPT-4 o GPT-3.5 de OpenAI, y se encuentra entre los primeros ejemplos de una aplicación que utiliza GPT-4 para realizar tareas autónomas.

## Detalles
A diferencia de los sistemas interactivos como ChatGPT, que requieren comandos manuales para cada tarea, Auto-GPT se asigna nuevos objetivos para trabajar con el objetivo de alcanzar una meta mayor, sin necesidad obligatoria de intervención humana. Es capaz de ejecutar respuestas a indicaciones para lograr una tarea objetivo y, al hacerlo, creará y revisará sus propias indicaciones para instancias recursivas en respuesta a nueva información. Administra la memoria a corto y largo plazo escribiendo y leyendo desde bases de datos y archivos; gestiona los requisitos de longitud de la ventana de contexto con resumen; puede realizar acciones basadas en Internet, como búsquedas web, formularios web e interacciones API sin supervisión; e incluye texto a voz para salida de voz.
Los observadores destacan la capacidad de Auto-GPT para escribir, depurar, probar y editar código de manera iterativa, e incluso sugieren que esta capacidad puede extenderse al propio código fuente de Auto-GPT, lo que permite un grado de automejora. Sin embargo, dado que sus modelos GPT subyacentes son propietarios, Auto-GPT no puede modificarlos.

## Fondo
El 14 de marzo de 2023, OpenAI lanzó el modelo de lenguaje extenso GPT-4. Los observadores quedaron impresionados por el rendimiento sustancialmente mejorado del modelo en una amplia gama de tareas. Como modelo de predicción de texto, GPT-4 en sí mismo no tiene la capacidad de realizar acciones de forma autónoma, pero durante las pruebas de seguridad previas al lanzamiento, los investigadores del equipo rojo descubrieron que GPT-4 podría habilitarse para realizar acciones en el mundo real, como convencer a un trabajador de TaskRabbit para resolver un desafío CAPTCHA para él. Un equipo de investigadores de Microsoft argumentó que, dada la amplitud de habilidades de GPT-4 a niveles que se acercan a los de los humanos, GPT-4 "podría verse razonablemente como una versión temprana (pero aún incompleta) de un sistema de inteligencia general artificial (AGI)". Los investigadores enfatizaron que sus experimentos también encontraron limitaciones significativas en el sistema.
Auto-GPT fue lanzado el 30 de marzo de 2023 por Toran Bruce Richards, el fundador de la empresa de videojuegos Significant Gravitas Ltd. Se convirtió en el principal repositorio de tendencias en GitHub poco después de su lanzamiento, y desde entonces ha sido tendencia repetidamente en Twitter.

## Problemas
No se sabe si Auto-GPT encontrará una adopción práctica. Además de estar plagado de " alucinaciones " confabuladoras del modelo de lenguaje extenso subyacente, Auto-GPT a menudo también tiene problemas para concentrarse en la tarea, ambos problemas que los desarrolladores continúan tratando de abordar. Después de completar con éxito una tarea, por lo general no recuerda cómo realizarla para su uso posterior, y cuando lo hace, por ejemplo, cuando escribe un programa, a menudo no recuerda usar el programa más tarde. Auto-GPT tiene dificultades para descomponer tareas de manera efectiva y tiene problemas para comprender los contextos problemáticos y cómo se superponen los objetivos.

## Aplicaciones
Los desarrolladores han creado AgentGPT, que integra AutoGPT en el navegador web de uno, lo que permite a los no programadores crear sus propios agentes. Auto-GPT también se usó para crear ChaosGPT, dado el objetivo de destruir a la humanidad, que no tuvo éxito inmediato al hacerlo.

## Otras lecturas
- Pounder, Les (15 de abril de 2023). «How To Create Your Own Auto-GPT AI Agent» (en inglés). Tom's Hardware. Consultado el 16 de abril de 2023.